# Підмогильний Валер'ян Петрович
 Валер'я́н (Валеріян) Петрóвич Підмоги́льний (20 січня (2 лютого) 1901, село Чаплі, Новомосковський повіт, Катеринославська губернія, Російська імперія — 3 листопада 1937, Сандармох, Карелія, РРФСР, СРСР) — український письменник і перекладач, один з найвизначніших прозаїків українського «Розстріляного відродження». Жертва Сталінських репресій.

## Життєпис

### Дитинство і юність

Валер'ян Підмогильний у молоді роки

Народився 2 лютого 1901 року в селі Чаплі (зараз Самарський район Дніпра) в бідній селянській родині. Його батько, Петро Підмогильний, народився у селі Писарівка Павлоградського повіту на Катеринославщині. Землі своєї не мав. Працював в економії в селі Чаплі спочатку конторником, пізніше касиром. Петро Підмогильний помер у 1933 у Ворзелі. Мати письменника була селянкою, без освіти, працювала в економії графа Воронцова-Дашкова.
Навчався спочатку в церковно-приходській школі., а в 1910—1918 рр. у Першому катеринославському реальному училищі, яке закінчив з «відзнакою». Потім навчався з перервами, через матеріальну скруту, на математичному та юридичному факультетах Катеринославського університету, який так і не закінчив.
Друкуватися почав ще з школи під псевдонімом Лорд Лістер. У шкільному журналі він публікував свої пригодницькі оповідання. 1917 року написав оповідання «Важке питання». 1919 року — оповідання «Добрий Бог», «Гайдамака», «Пророк», «На селі» та опублікував оповідання «Ваня» та «Старець» у катеринославському збірнику «Січ». До першої збірки Підмогильного, яка опублікована 1920 року й мала назву «Твори Т. 1», увійшло 9 оповідань: «Старець», «Ваня», «Важке питання», «Пророк», «Гайдамака», «Добрий Бог», «На селі», «На іменинах», «Дід Яким».

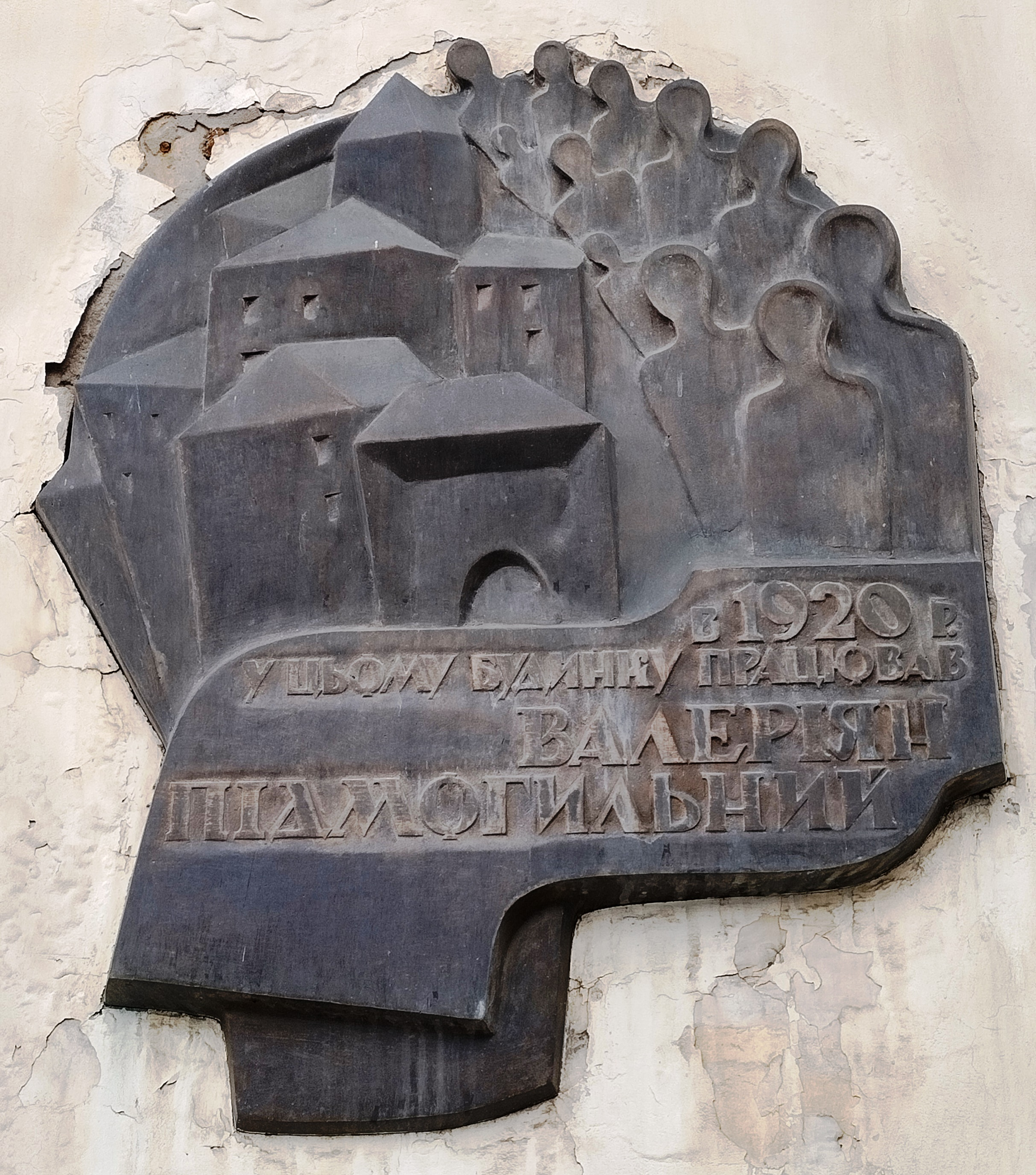
Меморіальна дошка Валер'яну Підмогильному у Дніпрі

Літературна діяльність переривалась вчителюванням, працею у видавництвах. Так у 1920—1921 роках Підмогильний вчителював у Павлограді на Катеринославщині. У цей період важливу роль в становленні творчої особистості Підмогильного відіграв літературознавець Петро Єфремов, брат Сергія Єфремова. Саме П. Єфремову належить перша серйозна розвідка про творчість Підмогильного «Поет чарів ночі». Чималий вплив на Підмогильного мала особистість Дмитра Яворницького. Своїм духовним наставником у відчутті слова Підмогильний вважав Михайла Коцюбинського.

### Київський та Ворзельський періоди
1921 року Підмогильний переїхав до Києва, де працював бібліографом Книжкової палати. У 1921—1923 роки, коли в Києві лютував голод, залишив місто й викладав українську мову та політосвіту у Ворзельській трудовій школі. 1921 року письменник одружився з донькою ворзелівського священника Катрею Червінською, актрисою Театру юного глядача. Тоді ж написав цикл «Повстанці». Частину оповідань надруковано в катеринославській газеті «Український пролетар». Голод 1921—1923 років змалював в оповіданні «Син» (1923).

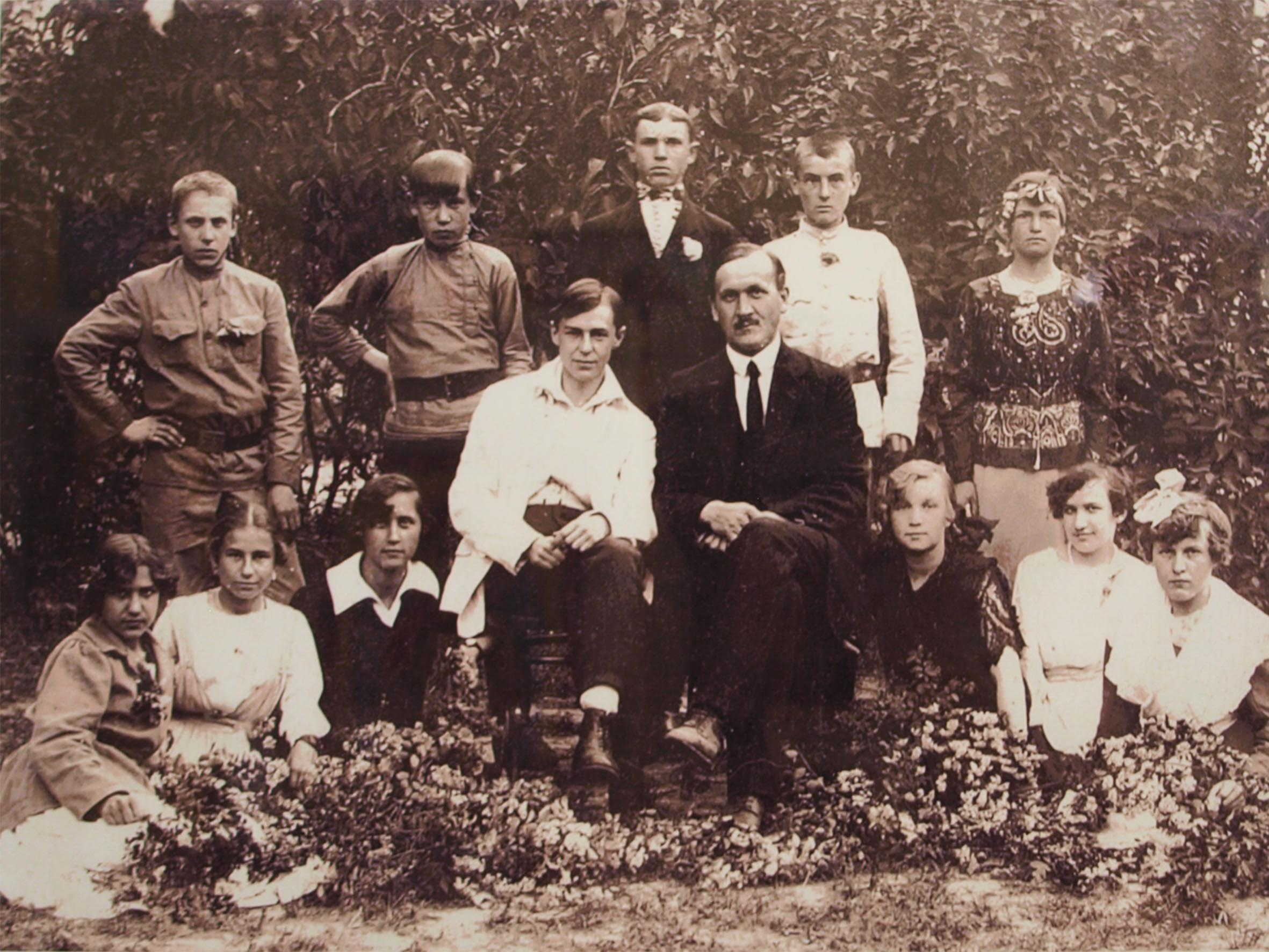
Валер'ян Підмогильний (у центрі зліва) й учні ворзельської школи (1921)

1922 року Валер'ян разом з дружиною переїхав з Ворзеля до Києва, де оселився в будинку недалеко від Сінного базару, на розі Великої Житомирської. У 1922 році виходить книжка оповідань «В епідемічному бараці». Він активно приєднався до літературно-мистецького життя. Став членом щойно створеного «Аспису» (Асоціації письменників), з якого виокремилось літературне угруповання «Ланка» (1924—1926), яке з 1926 року перейменоване на «Марс», тобто «Майстерню революційного слова». Ця організація стала, по суті, київською філією «ВАПЛІТЕ». До літературної організації «Ланка-Марс», крім Підмогильного, входило чимало талановитих київських літераторів, серед яких: Борис Антоненко-Давидович, Марія Галич, Михайло Івченко, Яків Качура, Григорій Косинка, Тодось Осьмачка, Євген Плужник, Дмитро Тась (Могилянський), Борис Тенета, Микола Терещенко, Дмитро Фальківський, Іван Багряний та інші.
В 1923 р. певний час працював вчителем української мови в 3-й залізничій школі Києва.
1923 року в журналі «Нова Украïна» (Прага) опубліковано новели Підмогильного з циклу «Повстанці», оповідання «Іван Босий». Цей журнал, що його видавав у Празі Володимир Винниченко, пізніше фігурував у справі Підмогильного як речовий доказ його «контрреволюційноï діяльності». У ЛНВ під псевдонімом надруковано новелу «Комуніст».
1924 року вийшла друком книжка Підмогильного «Військовий літун», а 1926 року — окреме видання повісті «Третя революція». Разом з Євгеном Плужником у 1926—1927 роках він підготував два видання словника «Фразеологія ділової мови», працював над сценарієм фільму «Коломба» за романом Проспера Меріме. 1927 року опублікована збірка оповідань «Проблема хліба» та роман «Таïс» Анатоля Франса у перекладі В. Підмогильного. 1928 року в Харкові виходить друком роман «Місто». У цей же час Підмогильний відвідав Німеччину, Чехословаччину «для налагодження творчих зв'язків».

Підмогильний брав участь у літературній дискусії 1925—1928 років. 24 травня 1925 року він виступив у великій залі Всенародноï бібліотеки перед представниками літературно-громадських організацій, студентами, міською інтелігенцією на диспуті «Шляхи розвитку сучасноï літератури»: 
 Коли б який-небудь товариш «спробував» написати сонату і сказав би, що це гарна соната, бо має гарну ідеологію, то ніхто не завагався б йому відповісти, що це музична нісенітниця, i ніхто б тієï сонати не слухав… У нас всякий твір, коли він абсолютно і категорично не відповідає вимогам офіційноï ідеологіï, засуджують незалежно від того, чи гарний він, чи дійсний і чи потрібний

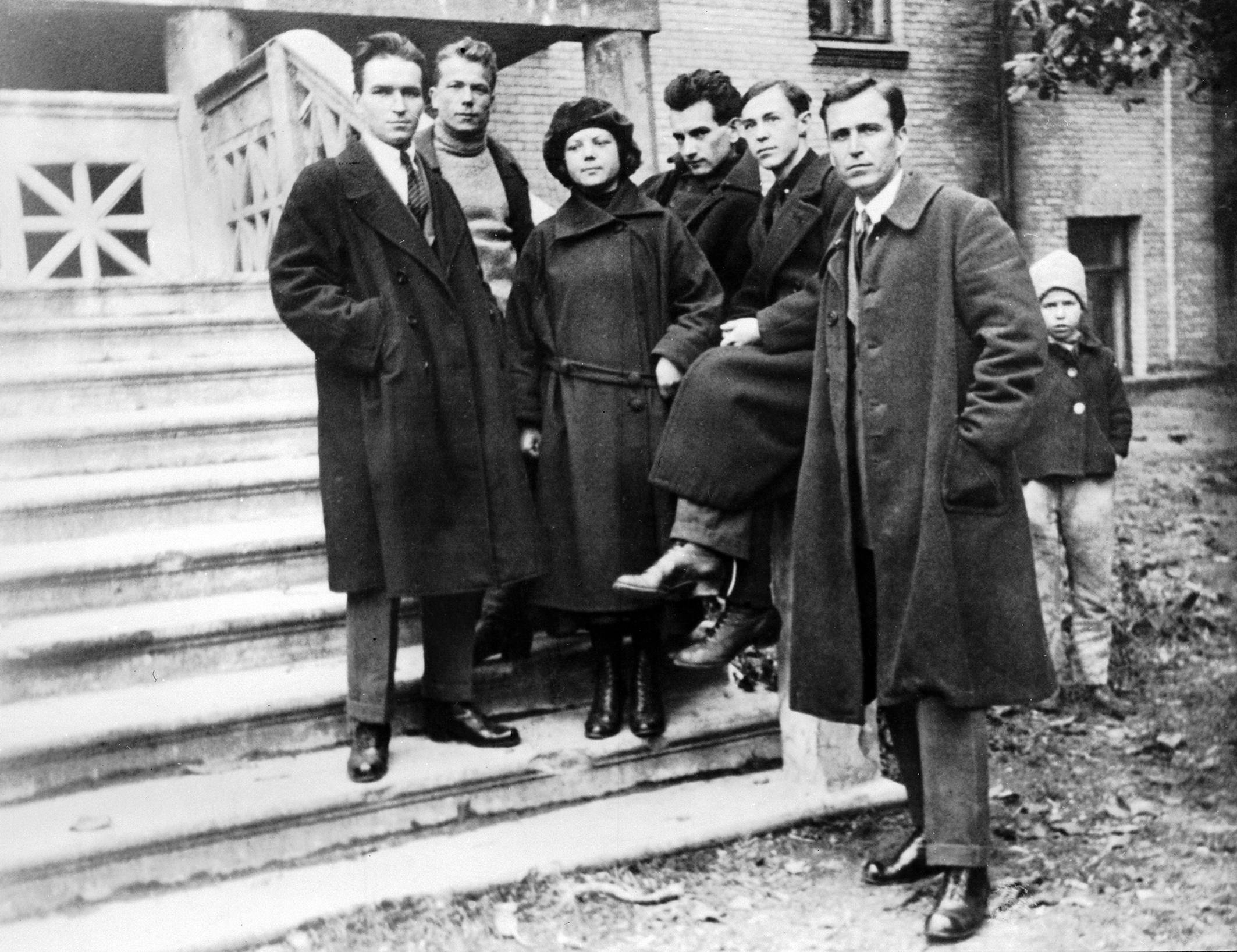
Члени літературного об'єднання «Ланка». Зліва направо: Борис Антоненко-Давидович, Григорій Косинка, Марія Галич, Євген Плужник, Валер'ян Підмогильний, Тодось Осьмачка. (1925)

У Києві Підмогильний працював редактором видавництва «Книгоспілка», співредактором журналу «Життя й революція». Друкувався в літературних збірниках і журналах «Січ», «Вир революції», «Життя й революція», «Жовтень», «Нова громада», «Нова Україна», «Універсальний журнал», «Червоний шлях», газетах «Український пролетар», «Літературна газета». Виступав у періодиці як автор літературознавчих статей та рецензій про творчість Тимотея Бордуляка, Іван Нечуя-Левицького, Максима Рильського.
1930 року в Москві в перекладі російською мовою виходить роман «Місто». Проте загальна атмосфера, особливо в колах інтелігенції, ставала дедалі гнітючішою. Підмогильного виводять зі складу редколегії журналу «Життя й революція», його твори майже не друкують.

### Харківський період
1932 року переїхав до Харкова, очевидно, сподіваючись на кращі можливості для публікації своїх творів й розраховуючи на свій дедалі більший авторитет перекладача. І справді в Харкові він працює у видавництві «ЛіМ», а згодом отримує посаду консультанта з іноземноï літератури при видавництві «Рух». Упродовж 1931—1934 років з оригінальної творчості йому вдалося видати лише одне оповідання «З життя будинку». Тож Підмогильний зосередився на перекладацькій діяльності: опублікував двотомник творів Дені Дідро, трактат Клода Адріана Гельвеція «Про людину», був одним з організаторів і перекладачів видання 15-томника Оноре де Бальзака (вийшов лише перший том) та 25-томника Анатоля Франса.

### Загибель
8 грудня 1934 року Валер'яна Підмогильного заарештували зі звинуваченням в «участі у роботі терористичної організації, що ставила собі за мету організацію терору проти керівників партії».

На всіх допитах Підмогильний відповідав слідчим: «Винним себе не визнаю». Коли допити стали жорстокішими, зробив офіційну заяву: 
Беручи до уваги, що за Вашою заявою матеріал у моїй справі достатній для віддання мене до суду…, я даю таке сумарне зізнання:
1. Ніколи до жодної терористичної організації я не належав і не належу.
2. Ніколи жодної терористичної діяльності я не проводив.
3. Про існування подібних організацій, про їхню діяльність або діяльність осіб, зв'язаних з ними, я ніколи нічого не знав, інакше як з виступів представників Радвлади й партії в пресі й на прилюдних зборах.
4. Тому всякі зізнання інших осіб та обвинувачення мене в приналежності до терористичної організації і в терористичній діяльності я рішуче відкидаю як брехливі й наклепницькі.

Проте 11 січня 1935 року в протоколі з'явилося «зізнання» Підмогильного про те, що він нібито належав до «групи письменників-націоналістів з терористичними настроями у ставленні до вождів партії». Так звана «група» складалась із сімнадцяти людей, серед яких Микола Куліш, Григорій Епік, Олександр Ковінька, Євген Плужник. Серед звинувачень Підмогильному в протоколі наводиться його вислів про те, що «політика колективізації привела українське село до голоду». На допиті 19 січня 1935 року прокуророві Українського військового округу Підмогильний сказав: «Я не належав до організації. Я вважав, що постанови партії з національного питання в життя не проводяться… Для мене представниками партії в літературі були Хвильовий, Яловий, Шумський».
Раніше заарештували друзів Підмогильного Валер'яна Поліщука та Василя Вражливого, а також Григорія Косинку, найближчого побратима зі спілки МАРС (майстерня революційного слова). Після самогубства Миколи Хвильового та Миколи Скрипника (на ділі того ж розстрілу без суду, на вирок — вороги, «терористи») у вузьких колах називали Постишева «задушником українського народу».
Без свідків і адвокатів виїзна сесія Військової колегії Верховного Суду СРСР 27—28 березня 1935 року засудила Валер'яна Підмогильного та інших заарештованих у цій «справі» на термін «десять років з конфіскацією особистого майна». Невдовзі Підмогильного доправили до Соловецького табору особливого призначення.
У соловецькому таборі в нелюдських умовах ізолятора Підмогильний і далі писав. У його листах до дружини й родичів згадується невелика повість про життя одного будинку, потім оповідання, а з весни 1936 року Підмогильний неодноразово згадує в листах про те, що працює над романом «Осінь 1929», в якому йшлося про початок колективізації в Україні. Збереглось 25 листів до дружини, в яких він розповідає про свої переклади, розпочаті повісті, оповідання.
3 листопада 1937 року виконано рішення несудового органу — особливої трійки УНКВС Ленінградської області: «Розстріляти». Письменника стратили в урочищі Сандармох у Карелії, де впродовж п'яти ночей розстріляно понад 1000 соловецьких в'язнів, серед них Микола Зеров, Валер'ян Поліщук, Григорій Епік, Лесь Курбас, Микола Куліш, Мирослав Ірчан, Юліан Шпол.
Валер'яна Підмогильного реабілітувала посмертно Військова колегія Верховного суду СРСР (04.08.1956).
На Байковому кладовищі Києва є могила сім'ї Підмогильних, яка розташована на 31-й ділянці.

## Творчий доробок

### Прозові твори
Роман «Місто»
1928 року опубліковано роман Підмогильного «Місто». Роман написано в модерністській стилістиці з використанням деяких моделей французького роману XIX століття (пор. роман Мопассана «Милий друг»). У романі «Місто», на відміну від традиційної селянської і соціальної тематики, акцент переноситься на урбаністичну проблематику, порушуються філософські питання буття, аналізується психіка героїв, а конфлікт розгортається між людьми з різними світоглядами. «Місто» вважається першим урбаністичним романом в українській літературі, з новими героями, проблематикою та манерою оповіді.
Роман «Невеличка драма»
1930 року в журналі «Життя й революція» опубліковано другий, невеликий за обсягом, роман Валер'яна Підмогильного «Невеличка драма». На відміну від роману «Місто» «Невеличка драма» є зразком не лише урбаністичної, а насамперед інтелектуальної прози. Тож Підмогильного разом з Домонтовичем слід вважати зачинателями жанру інтелектуального роману в сучасній українській літературі. Роман цікавий не лише як психологічний зріз життя в радянській системі 1920-х років, критики звернули увагу на яскраво виражені психоаналітичні та екзистенціалістські аспекти цього твору.

### Переклади
Валер'ян Підмогильний — один з найвизначніших українських перекладачів французької літератури.
За своєю стилістичною точністю та мовною віртуозністю його переклади Анатоля Франса, Бальзака, Мопассана, Стендаля, Гельвеція, Вольтера, Дідро, Альфонса Доде, Проспера Меріме, Гюстава Флобера, Віктора Гюґо, Жоржа Дюамеля досі вважаються неперевершеними й охоче перевидаються багатьма українськими видавництвами.
Підмогильний був організатором, редактором і перекладачем багатотомних видань Гі де Мопассана (10 томів), Оноре де Бальзака (із запланованого багатотомного видання встиг вийти лише перший том у 1934) та Анатоля Франса (25 томів).
- Див. багатотомне видання: Франс Анатоль. Твори / В. Підмогильний (ред.та прим.), В. Підмогильний (пер.з фр.). — Х.; К. : Література і мистецтво, 1932.
- Мопассан Гі де. Монт-Оріоль: Роман / Валер'ян Петрович Підмогильний (пер. з фр.). — Л. : Каменяр, 1993. — 192 с. — ISBN 5-7745-0503-0.
- Гельвецій, К. А., Про людину, її розумові здібності та її виховання; Пер. з франц. В. Підмогильний. — К. : Основи, 1994. — 416 с. — ISBN 5-7707-5608-X
- Дідро Дені. Жак-Фаталіст / Інститут літератури ім. Т. Г. Шевченка НАН України / В. Підмогильний (пер.). — Харків : Фоліо, 2007. — 447 с. — (Бібліотека світової літератури). — ISBN 978-966-03-4008-4.
- Дідро Дені. Черниця. Вибрані твори / В. Підмогильний (пер.). — К.: Ще одну сторінку, 2024. — 320. — (Класична проза). — ISBN 9786175222676.

### Літературознавство
Валер'ян Підмогильний працював теж і в літературознавстві, даючи цікаву й сміливу, як на радянську дійсність, спробу психоаналітичного розгляду творчості Івана Нечуя-Левицького у своїй праці «Іван Нечуй-Левицький» («Життя й революція», кн. 9, 1927). Автор критичної оцінки поезії Максима Рильського під назвою «Без стерна» («Життя й революція», 1927). Працював теж як літературний редактор журналу «Життя й революція», з редакції якого усунений після 1930 року.

### Мовознавство
Спільно з Євгеном Плужником уклав словник «Фразеологія ділової мови» (1926, 1927)
- Фразеологія ділової мови / уложили: В Підмогильний, Є. Плужник. — Київ: Час, 1926. — 293 с.

## Список творів
Деякі твори Валер'яна Підмогильного оцифрувала Національна парламентська бібліотека України. Повна бібліографія видань творів Підмогильного упорядкована працівниками Харківської державної наукової бібліотеки імені Володимира Короленка. У покажчику окрім видань оригінальних творів подано також праці про Підмогильного, згадки про Підмогильного в художній літературі та повний список його перекладів. Повний текст бібліографії онлайн
Оповідання
- Важке питання (1917)
- Добрий Бог (Собачий Хутір, липень 1918)
- Гайдамака (Собачий Хутір, серпень 1918)
- Ваня (Павлоград, березень 1919)
- Старець (Катеринослав, серпень 1919)
- Пророк
- Смерть
- П'ятдесят верстов
- За день
- Комуніст
- Повстанці
- На іменинах (Катеринослав, вересень 1919)
- Дід Яким (Катеринослав, вересень 1919)
- На селі (Катеринослав, вересень 1919)
- В епідемічному бараці (1920) Видання 1920 року онлайн [Архівовано 4 березня 2016 у Wayback Machine.]
- Собака (1920)
- Проблема хліба[12] (1922)
- Іван Босий (Ворзель, березень 1922)
- Син[13] (1923)
- Військовий літун (1923)
- Історія пані Ївги (1923)
- Сонце сходить (1924)
- Третя революція [Архівовано 2 червня 2016 у Wayback Machine.] (1925)
- З життя будинку (1933)

Повісті
- Остап Шаптала (1921)
- Повість без назви (1933—1934)

Романи
- Місто[14] (Київ, 1928)
- Невеличка драма (Київ, 1930)

Прижиттєві видання
- Твори. — Том І, збірка оповідань. — Катеринослав: Українське вид-во, 1920 (Зміст: Старець; Ваня; Важке питання; Пророк; Гайдамака; Добрий бог; На селі; На іменинах; Дід Яким).
- В епідемічному бараці: Оповідання. — Лейпциг: вид-во Я. Оренштайна, 1922.
- Остап Шептала. Повість. — Харків: Всеукрлітком, 1922.
- Повстанці та інші оповідання. — Прага; Берлін: Нова Україна, 1923. (Зміст: Ідуть; У штабі; Перед наступом; Пожежа; Отаман Кремнюк; Іван Босий; Проблема хліба)
- Син: Оповідання. — Київ: Київдрук, 1923 (перевидання 1925, 1930).
- Військовий літун: Збірка оповідань. — Київ: Червоний шлях, 1924. (Зміст: Військовий літун ; Історія пані Ївги ; Проблема хліба ; Собака ; В епідемічному бараці)
- Третя революція. — Київ: Книгоспілка, 1926.
- Проблема хліба: Збірка оповідань. — Київ: Маса, 1927, перевидання 1930. (Зміст: Передмова; Сонце сходить; Третя революція; Син; Військовий літун; Історія пані Ївги; П'ятдесят верстов; Проблема хліба; Собака; В епідемічному бараці; Смерть)
- Місто: Роман. — Київ: Книгоспілка, 1928 (перевидання 1929).

## Вшанування пам'яті
Вулиця Валер'яна Підмогильного у місті Київ.
13 квітня 2023 року у селищі Ворзель проспект 1 Травня перейменовано на вулицю Валер'яна Підмогильного.

### Згадки в сучасній культурі
П'ятий епізод подкасту «Будинок „Слово“» присвячений життю та творчості Валер'яна Підмогильного.

## Архівні матеріали
Документи, листи, машинописи друкованих творів зберігаються у відділі рукописних фондів і текстології Інституту літератури імені Тараса Шевченка НАН України, в Інституті рукопису НБУВ, в архіві ЦДАМЛМ України, Державному архіві МВС України, Державному архіві Служби безпеки України.
В архіві ЦДАМЛМ України документи про Валер'яна Підмогильного зберігаються у фонді № 107; оп. I; од. зб. 34; тут представлено документи за 1917—1967 роки.
На сторінці «Електронний архів Українського визвольного руху» представлені копії з архівно-кримінальної справи Підмогильного.